# Go-Toba In Kunai-kyō
Kunai-kyō (宮内卿?) o Go-Toba In Kunai-kyō (後鳥羽院宮内卿?) fue una poetisa japonesa que vivió a comienzos de la era Kamakura. Forma parte de las treinta y seis mujeres inmortales de la poesía y de los treinta y seis nuevos inmortales de la poesía. Murió relativamente joven, alrededor de los 20 años, y no dejó colección alguna de sus poemas. Su padre fue Minamoto no Moromitsu.

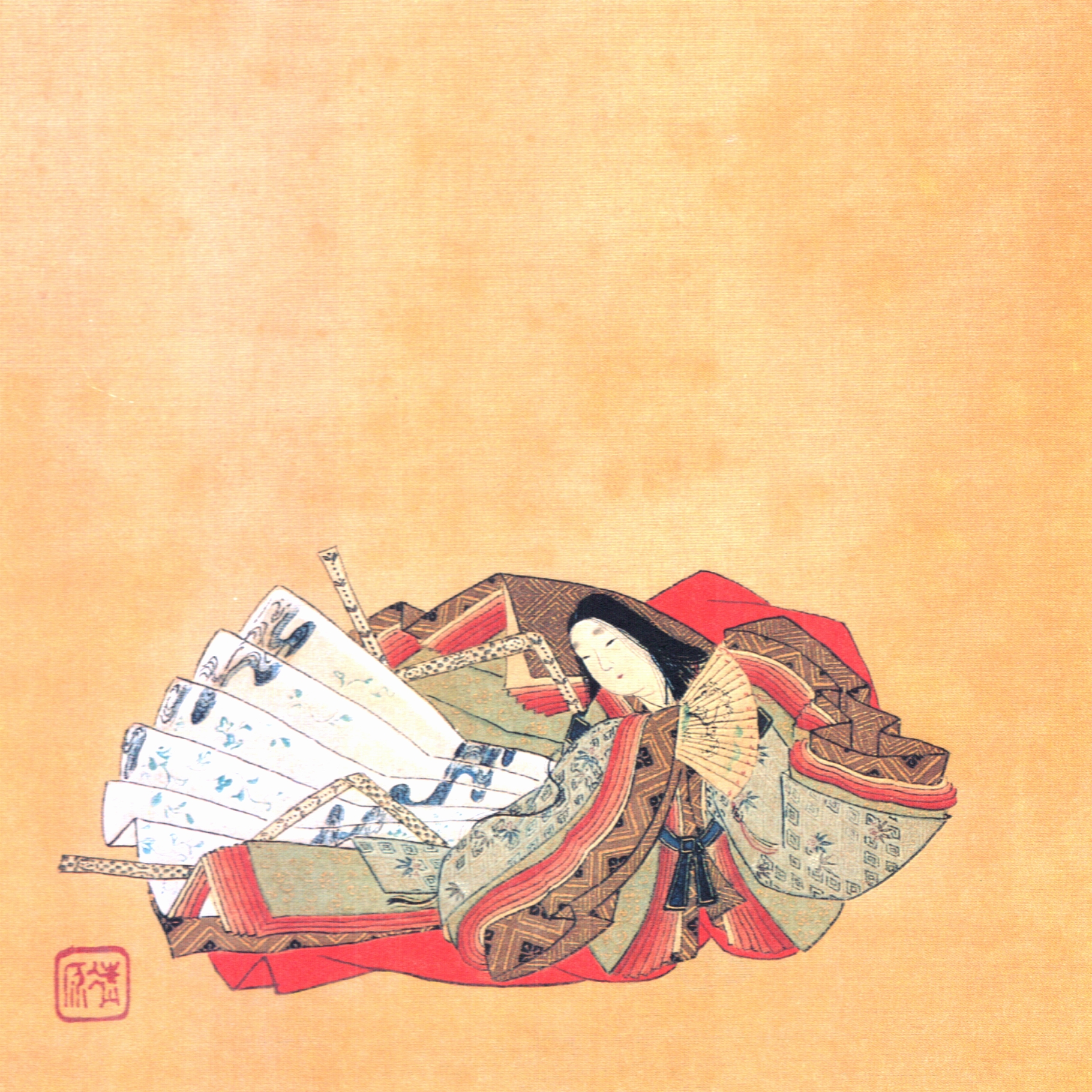
Kunai-kyō

Casi no se saben detalles de su vida, con la excepción de que sus habilidades en el waka fueron valoradas por el retirado Emperador Go-Toba (Go-Toba In), quien la hizo su sirvienta. Entre 1200 y 1204 participó en diversos concursos de waka.
Se le atribuye a ella la autoría de alrededor de 300 poemas, de los cuales 15 fueron incluidos en el Shin Kokin Wakashū y 9 en el Gyokuyō Wakashū. Fue considerada rival poética de la Princesa Shikishi y de Fujiwara no Toshinari no Musume.